# الخشعة (النادرة)

تعديل مصدري - تعديل

الخشعة هي إحدى قرى عزلة ظلم بمديرية النادرة التابعة لمحافظة إب، بلغ تعداد سكانها 1228 نسمة حسب تعداد اليمن لعام 2004.